# Hillerød (Fredensborg)
Hillerød es una localidad situada en el municipio de Fredensborg, en la región Capital (Dinamarca), con una población en 2012 de unos 12 habitantes.
Se encuentra ubicada al noreste de la isla de Selandia, junto al estrecho de Øresund (mar Báltico) y cerca de Copenhague.